# Atlas chmur (film)
Atlas chmur (ang. Cloud Atlas) – film fantastycznonaukowy w reżyserii oraz według scenariusza Lany i Lilly Wachowskich oraz Toma Tykwera. Scenariusz filmu opiera się na książce pod tym samym tytułem napisanej przez angielskiego pisarza Davida Mitchella.
Film ten bardzo silnie podzielił krytyków, był umieszczany na listach zarówno najlepszych, jak i najgorszych filmów roku. Film był nominowany do Złotego Globu za najlepszą muzykę dla Toma Tykwera, Johnny’ego Klimeka oraz Reinholda Heila.

## Fabuła
Film opisuje:

wielką historię ludzkości, w której konsekwencje działań ludzi wpływają na siebie wzajemnie poprzez przeszłość, teraźniejszość i przyszłość, morderca zamienia się w wybawcę, a pojedynczy akt życzliwości wieki później kończy się rewolucją.

Film zawiera sześć pozornie niepowiązanych ze sobą i nieprzeplatających się historii, które dzieli zarówno przestrzeń, jak i czas. Wraz z prologiem i epilogiem są to:
- Ocean Spokojny, rok 1846. Adam Ewing, amerykański prawnik z San Francisco, przybywa na wyspy Chatham podczas Gorączki Złota, by zawrzeć umowę biznesową z Gillesem Horroxem dla swojego teścia Haskella Moore’a.
- Cambridge w Anglii oraz Edynburg w Szkocji, rok 1931. Robert Frobisher, młody angielski biseksualny muzyk, kochanek fizyka Rufusa Sixsmitha, otrzymuje pracę jako osobisty sekretarz sławnego kompozytora Vyvyana Ayrsa. Pozwala mu to odnaleźć czas i inspirację do swojego własnego dzieła, które nazywa The Cloud Atlas Sextet. Frobisher poczytuje, znaleziony w bibliotece Ayrsa, dziennik z podróży Adama Ewinga.
- San Francisco, Kalifornia, rok 1973. Luisa Rey – dziennikarka śledcza, ma szansę spotkać się ze starym już wtedy Sixsmithem, ekspertem od technologii nuklearnej. Sixsmith udziela jej poufnych informacji na temat utajnienia danych dotyczących niebezpieczeństw związanych z nowym reaktorem jądrowym. Zostaje jednak zabity przez płatnego mordercę Billa Smoke’a, zanim udaje mu się przekazać Rey raport, który by to udowodnił.
- Wielka Brytania, rok 2012. Timothy Cavendish, 65-letni wydawca książek, otrzymuje niespodziewany dopływ gotówki, gdy gangster Dermott Hoggins, którego książkę wydał, morduje jednego z niepochlebnych mu krytyków literackich i zostaje wysłany do więzienia. Cavendish uciekając przed prześladowcami, zostaje uwięziony w domu starców, mieszczącym się w dawnej posiadłości Ayrsa. Tu czyta scenariusz oparty na przeżyciach Luisy Rey, a po ucieczce z pensjonatu postanawia napisać scenariusz oparty na swoich własnych przejściach.
- Neo Seoul, Korea, rok 2144. Sonmi-451, genetycznie zaprojektowany klon i była kelnerka w restauracji z fast foodem, jest przesłuchiwana przed swoją egzekucją. Opowiada historię swego życia w restauracji oraz o tym, jak poznała Hae-Joo Changa, członka lokalnego ruchu oporu. Z ideami wolnościowymi zapoznała się dzięki sfilmowanej autobiografii Cavendisha, a poznawszy niewolniczy i morderczy system pracy klonów, nagrywa swój własny manifest.
- Maui, Hawaje, Wielka Wyspa, (datowane jako 106 zim po Upadku, identyfikowane z rokiem 2321).  Członek plemienia o imieniu Zachariasz żyje skromnie – większość ludzkości wyginęła podczas nieokreślonej katastrofy zwanej Upadek. Plemię wierzy w lokalną boginię o imieniu Sonmi i opiera swe wierzenia na jej świętym przesłaniu. Zachariasz jest prześladowany przez wizje lokalnego wcielenia zła nazywanego Stary Georgie, który reprezentuje jego wyrzuty sumienia za brak pomocy szwagrowi Adamowi, gdy napadło ich plemię kanibali Kona. Wizytę składa mu Meronym, jedna z ostatnich potomków rozwiniętej technologicznie cywilizacji. Razem uruchamiają starą stację nadawczą i wysyłają komunikat do Ziemian, którzy opuścili planetę przed katastrofą. Tam Meronym pokazuje Zachariaszowi, że święty tekst to fragment manifestu Sonmi-451, osoby żyjącej w czasach przed Upadkiem.
- Prolog/Epilog, kolonia pozaziemska, kilkanaście lat po wydarzeniach na Wielkiej Wyspie, identyfikowane z rokiem 2346. Zachariasz wraz ze swoimi wnukami siedzą na plaży, w pobliżu miasta, na planecie będącą kolonią pozaziemską i opowiada im historie. Epilog potwierdza również, że Meronym z powodzeniem wysłała z Hawajów wiadomość do Ziemian i udali się wraz z Zachariaszem do kolonii pozaziemskiej[6]

## Obsada
| Aktor          | 1846                  | 1931                 | 1973                        | 2012                        | 2144                     | 2321            |
| -------------- | --------------------- | -------------------- | --------------------------- | --------------------------- | ------------------------ | --------------- |
| Tom Hanks      | dr Henry Goose        | kierownik hotelu     | Isaac Sachs                 | Dermot Hoggins              | aktor grający Cavendisha | Zachariasz      |
| Halle Berry    | członkini plemienia   | Jocasta Ayrs         | Luisa Rey                   | gość na indyjskim przyjęciu | Ovid                     | Meronym         |
| Jim Broadbent  | kapitan Molyneux      | Vyvyan Ayrs          | –                           | Timothy Cavendish           | koreański muzyk          | prorok          |
| Hugo Weaving   | Haskell Moore         | Tadeusz Kesselring   | Bill Smoke                  | pielęgniarka Noakes         | członek rady Mephi       | stary Georgie   |
| Jim Sturgess   | Adam Ewing            | ubogi gość hotelowy  | ojciec Megan                | szkocki góral               | Hae-Joo Chang            | Adam            |
| Bae Doona      | Tilda Ewing           | –                    | matka Megan, Meksykanka     | –                           | Sonmi-451, Sonmi-351     | –               |
| Ben Whishaw    | chłopiec pokładowy    | Robert Frobisher     | właściciel sklepu z płytami | Georgette                   | –                        | współplemieniec |
| James D’Arcy   | –                     | młody Rufus Sixsmith | stary Rufus Sixsmith        | pielęgniarz James           | archiwista               | –               |
| Zhou Xun       | –                     | –                    | Talbot                      | –                           | Yoona-939                | Rose            |
| Keith David    | Kupaka                | –                    | Joe Napier                  | –                           | An-Kor Apis              | prorok          |
| David Gyasi    | Autua                 | –                    | Lester Rey                  | –                           | –                        | Duophysite      |
| Susan Sarandon | madame Horrox         | –                    | –                           | starsza Ursula              | Yosouf Suleiman          | ksieni          |
| Hugh Grant     | wielebny Giles Horrox | ochroniarz w hotelu  | Lloyd Hooks                 | Denholme Cavendish          | widzący Rhee             | wódz Kona       |

## Produkcja
Zdjęcia do filmu rozpoczęto 16 września 2011 roku. Kręcono je w następujących lokacjach: Düsseldorf, Szwajcaria Saksońska, Edynburg, Glasgow, Majorka.